# Docalidia ferriplena
Docalidia ferriplena är en insektsart som beskrevs av Walker 1858. Docalidia ferriplena ingår i släktet Docalidia och familjen dvärgstritar. Inga underarter finns listade i Catalogue of Life.